# Verbița (gmina)
Verbița – gmina w Rumunii, w okręgu Dolj. Obejmuje miejscowości Verbicioara i  Verbița. W 2011 roku liczyła 1342 mieszkańców.